# История национализма
Большинство политических и культурных явлений до нового времени имело универсальный, а не национальный характер. Громко заявив о себе в конце XVIII века в связи с революциями в Америке и Франции и приведя к распаду европейские империи и колониальные системы в XIX и XX веках, национализм по сей день остаётся одной из ведущих мировых идеологий.

## Происхождение термина «национализм»
Термин «национализм» впервые ввели в употребление в XIX веке философ Гердер (в Германии) и аббат Баррюэль (во Франции).

## Предыстория
Национализм является продуктом нового времени. На протяжении истории люди испытывали привязанность к родной земле, придерживались семейных традиций и поддерживали местную власть. Отдельные проявления национальных чувств и национальных движений встречаются в древние, античные и Средние века (чувство отличия древних евреев от язычников, античных греков от варваров, французско-английский конфликт во время Столетней войны 1337—1453 и т. д.) По этой причине национализм иногда ошибочно рассматривается как система взглядов, издревле оказывающая влияние на политику.
Однако большинство политических и культурных явлений до нового времени имело универсальный, а не национальный характер. Люди выражали свою преданность городу-государству, феодалу и его поместью, династии или религиозной группе, — но не национальному государству. Более того, до XVI века идеалом было всеобщее мировое государство, в котором население не было бы преданно никакой политической структуре, — наподобие таким государствам, как Римская империя, Священная Римская империя или «христианская республика» (лат. res publica christiana). Фактически те небольшие территориальные единицы, с которыми люди себя связывали, как правило входили в бо́льшие политические, культурные или религиозные образования (в том числе, империи), однако участие в этих образованиях было опосредованным.
Основными характеристиками цивилизаций были мировые религии (христианство или ислам) и связанные с ними языки (латинский и греческий — или арабский и персидский). В период позднего Ренессанса принадлежность цивилизованному обществу повсеместно ассоциировалась с Францией и французским языком, а не с национальным языком. Выбор религии играл важную политическую роль; что касается языка для повседневного общения, то его выбор был личным делом каждого.
До конца Средневековья большинство носителей местных языков не обладали коллективным самосознанием и не осознавали свою национальную отделённость. Государство олицетворял монарх, а общество — правящий класс (дворянство в России и Франции, шляхта в Польше). Нередко правители своей этнической принадлежностью отличалась от основной массы населения (как династия норманнов в средневековой Англии и династия Рюриковичей в Киевской Руси).
Протестантская Реформация привела к замене единой католической религии региональными вариантами христианства, стимулировала участие народных масс, поощряла чтение проповедей и книг на родном языке и утверждала, что источником верховной власти в церкви является народ. Постепенно, ближе к XIX веку, начало формироваться новое общество, основанное на технологии и требовавшее образованной и мобильной рабочей силы, которую можно было бы организовать вокруг потребностей промышленности, а не потребностей одной личности. Получение такого образования было возможно только при значительном перекрытии политики и всеобщей, одинаковой для всех, культуры. Другими существенными причинами возникновения национализма стали
- возникновение больших централизованных государств, в которых монархи, стремящиеся к абсолютной власти, разрушили прежнюю вассальную иерархию;
- секуляризация жизни и образования;
- рост коммерции и неспособность существующих территориально-административных единиц справиться с растущими потребностями капитализма.

Некоторые исследователи связывают появление национализма  с Вестфальским миром 1648 г., когда доктрина cuius region, ejus religio вступила в силу. “Впервые не было двусмысленности, не было соперничающих проявлений верности. Человек должен был проявлять верность тому, кто управлял землей, на которой он жил, и больше никому. И хотя правитель мог меняться, путём войны или перехода территории, верность в целом оставалась постоянной. И ни одна другая сила не могла её требовать. И что еще важнее, в этом вопросе не возникало путаницы: членство носило исключительный характер, основываясь на земле, на которой жил человек. И только один человек мог требовать верности от населения данной территории”.
Идея абсолютного суверенитета над территорией стала триггером процессов формирования европейских наций. “Доктрина суверенитета выражала идею политической автономии, которая отрицает иерархию или вышестоящую власть, как всеобщая церковь или мировая империя. Суверенитет стал легитимирующим обоснованием национализма, по крайней мере, до XIX-XX в., когда на мировую сцену вновь вышли надтерриториальные и наднациональные идеологии интернационала, демократизации и прав человека”.

## Ранний национализм

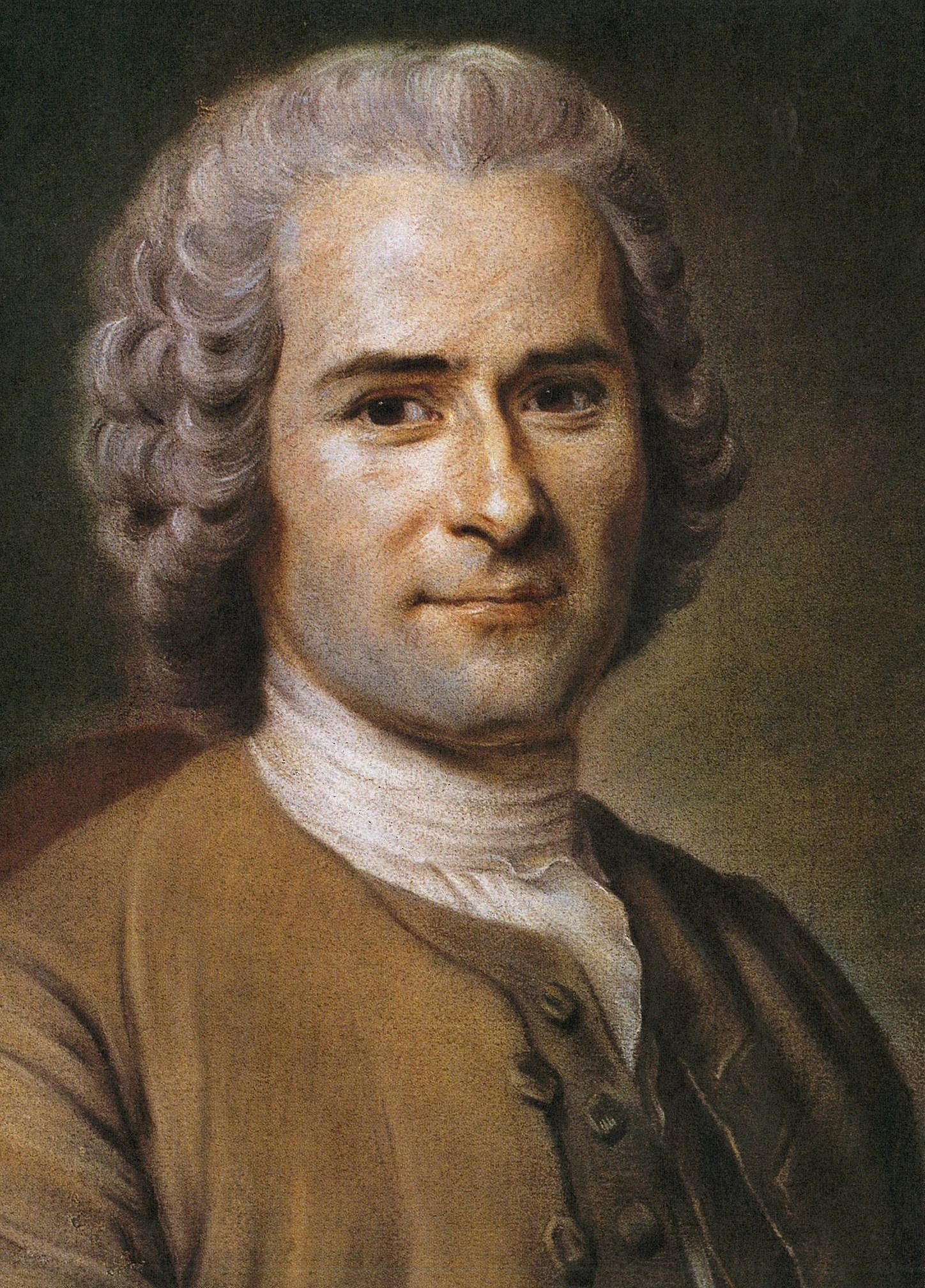
Ж.-Ж. Руссо

Наиболее ранним проявлением современного национализма стала Славная революция в Англии XVII века. В то время в английском обществе возникло ощущение, что на него возложена великая историческая миссия и что происходит поворотный момент в мировой истории, рождение новой свободы — свободы личности. Эти идеи вскоре приобрели окончательную форму в философии Дж. Локка. Таким образом, подъём национализма совпал с возникновением либерализма, и на протяжении длительного периода обе идеологии развивались в связке друг с другом. Так, оба направления получили развитие в философии Ж.-Ж. Руссо, который рассматривал обычных людей как фундамент цивилизации и поэтому делал акцент на народном суверенитете и на всеобщем сотрудничестве во имя формирования национальной воли.
К концу XVIII века национальное чувство проявило себя как один из важнейших факторов, смыкающих личную и общественную жизнь. Ярким проявлением стала борьба элит Нового Света против испанского колониализма. Однако наиболее мощными всплесками национализма стали либеральные революции в Америке и Франции. Поселенцы в Америке стали нацией в борьбе за личную свободу и индивидуальные права. Французы также восстали под лозунгом «свобода, равенство, братство», который, как им казалось, они должны были донести до всех людей в мире. Главным пунктом новой идеологии стали утверждения о народном суверенитете и о правах человека. Многие члены высшего общества стали рассматривать себя и «чернь» как составляющие единого целого, которому они подчинялись. Воля народа стала определяться путём плебисцита. Каждый человек на всей территории страны стал иметь дело с государственной властью непосредственно, что сопровождалось отмиранием феодальной иерархии. Если прежде государство отождествлялось с его главой, то теперь государство стало отождествляться с нацией.

Свобода, ведущая народ, Эжен Делакруа, 1830 (Лувр)

К 1815 г. национализм стал одной из ведущих идеологий в мире. Он оказался способен обеспечить мобилизацию общества в период перехода к капиталистической экономике, что привело к повышению эффективности национальных государств и росту их экономической мощи. Молодые нации также проявили высокую эффективность с военной стороны. Профессиональные армии, состоящие из подданных монархов, часто терпели поражения от необученных граждан-ополченцев.
Национализм конца XVIII века во Франции и США был преимущественно гражданским (культурная компонента развилась этих странах позднее). К той же категории относится объединение Италии в конце XIX века. Однако в большинстве стран центральной и восточной Европы национализм возник как реакция на французскую оккупацию и поначалу носил выраженный культурно-этнический характер. В частности, на революционной волне 1848 г. возник панславизм. Объединение Германии Бисмарком, а также аннексия Эльзаса-Лотарингии, были осуществлены в русле пангерманизма. Со временем этнический национализм вобрал в себя элементы ксенофобии и расизма.

Славянский флаг, предложенный на Панславянской конвенции в Праге в 1848 г.

Во второй половине XIX века национализм начал подрывать целостность Австро-Венгрии, Российской и Османской империй, которые окончательно распались после Первой мировой войны. На месте осколков возникли Австрия, Венгрия, Чехословакия, Польша, Финляндия, Югославия, Румыния, Армения, Турция и другие страны. Многие из них оказались вовлечёнными во внутренние и внешние межнациональные конфликты.
Существенным элементом соглашений по окончании Первой мировой войны был план Вильсона поделить Европу на моноэтнические национальные государства, для осуществления которого была создана Лига Наций. Как показала практика, этот план можно было бы реализовать только путём массового принудительного переселения, а также геноцида.
В начале XX века национализм расцвёл в Азии и Африке, что привело к обострению борьбы с французским и британским империализмом и в итоге к распаду колониальной системы. Его история прослеживается в эволюции Лиги Наций и ООН. Если изначально в Лиге Наций было только пять стран из Азии (Китай, Индия, Япония, Таиланд и Иран) и две страны из Африки (Либерия и Южная Африка), то на момент создания ООН в 1945 г. в него входили уже восемь стран из Азии и четыре страны из Африки. За последующие 35 лет в ООН вступило свыше 100 стран, в основном из Африки и Азии.
Первая мировая война подорвала веру в гуманизм, являющийся фундаментом для либерализма. В сочетании с другими факторами, это привело к возникновению фашизма, который призывал к построению такого общества, в котором люди полностью подчиняют свои интересы задачам нации. Нацизм представлял собой синтез фашизма с расизмом, а национализм интерпретировал как стремление к расширению территории Германии до включения всех областей проживания этнических немцев. Вслед за поражением нацистской Германии во Второй мировой войне последовала дискредитация всех форм крайнего национализма и связанных с ними учений.

## Послевоенный период
В послевоенной Западной Европе активность национализма снизилась в связи с процессами интеграции в Европейское сообщество, выраженными в создании наднациональных политических, экономических и военных структур. С точки зрения национализма, эти процессы представляют определённую угрозу верховной власти наций.
Значительный прогресс был достигнут в понимании гражданства и связанных с ним прав и обязанностей. В демократических странах были ликвидированы дискриминационные ограничения гражданских прав по расовым, половым или имущественным признакам. Многие западные страны стали официально проводить политику мультикультурализма, однако она до сих пор пользуется слабой поддержкой среди населения, которое предпочитает, чтобы этнические меньшинства ассимилировались.
В Восточной Европе национализм стал одним из основных факторов, сдерживавших установление на её территории политической власти Кремля. Для множества людей коммунизм ассоциировался с оккупацией, поэтому сопротивление коммунистической идеологии стало этих странах национальным проектом. В результате, движения сопротивления в Польше, Венгрии, Румынии и Чехословакии во многом опирались на гражданский национализм. В дальнейшем, поскольку коммунистические режимы разрушили прежние гражданские структуры в обществе, их падение в конце XX века привело к атомизации и росту взаимного недоверия. Для многих людей из всех форм самоидентификации выжили только этническая и религиозная. С другой стороны, в посткоммунистический период население восточноевропейских стран стремилось сплотиться вокруг их предвоенного прошлого, которое ассоциировалось с демократическими ценностями. Все эти процессы повлекли за собой распространение идей построения гражданской нации, на фоне которых в отдельных регионах происходили острые этнические конфликты и даже этнические чистки.
В СССР конца 1980-х радикальный пересмотр ценностей также нанёс удар по самоидентификации людей как граждан СССР. Это привело к взлёту сепаратизма и способствовало распаду страны.
В современном мире национализм продолжает играть активную роль на международной арене и имеет множество проявлений. В большинстве стран крайний национализм официально осуждается и сталкивается с законодательными запретами. Начиная с 1966 г. 21 марта отмечается как Международный день борьбы за ликвидацию расовой дискриминации, к которой сегодня всё чаще относят и этническую дискриминацию. В то же время представления о национальном государстве стали фундаментальной компонентой менталитета людей в либерально-демократических странах. В этих странах национализм фокусируется на таких вопросах, как участие граждан в процессе принятия политических решений в стране, обеспечение суверенитета на уровне законодательства и экономики, повышение конкурентоспособности нации, сохранение культуры. Последнее обычно включает требования, что все граждане должны говорить на государственном языке, знать историю страны и разделять базовые ценности. Национализм также играет существенную роль в формировании общественных институтов, позволяющих человеку найти место в современном государстве.

## Сноски и источники
1. 1 2 3 4  Kohn H. 2007.
2. 1 2  Андерсон Б. 2001.
3. ↑  Геллнер Э. 1991.
4. ↑  Roessingh Marijn. Ethnonationalism and Political System in Europe: A State of Tension // Гуманитарная мысль Юга России. — Amsterdam University Press, 1996. — С. 3.
5. ↑  Барбашин М.Ю. Основные теории национализма в западном политическом дискурсе // Гуманитарная мысль Юга России. — 2006. — Т. 3. — С. 17.
6. ↑  Penrose J. Nations, states and homelands: territory and territoriality in nationalist thought // Nations and Nationalism. 2002. Vol. 8, No. 3. P. 277.
7. 1 2  Хобсбаум Э. 1998.
8. ↑  Shulman S. Challenging the civic/ethnic and West/East dichotomies in the study of nationalism // Comparative Political Studies. 2002. Vol. 35, No. 2. P. 554.
9. ↑  Calhoun C. Nationalism and ethnicity // Annu. Rev. Sociol. 1993. Vol. 19. P. 211.  Архивная копия от 20 марта 2009 на Wayback Machine (англ.)
10. ↑  Смит Э. Д. 2004.